# Anna Eriksson
Pour les articles homonymes, voir Eriksson.
Anna Sofia Eriksson (née le 22 avril 1977 dans la commune rurale de Rauma) est une chanteuse, auteure-compositrice et réalisatrice finlandaise.

## Carrière

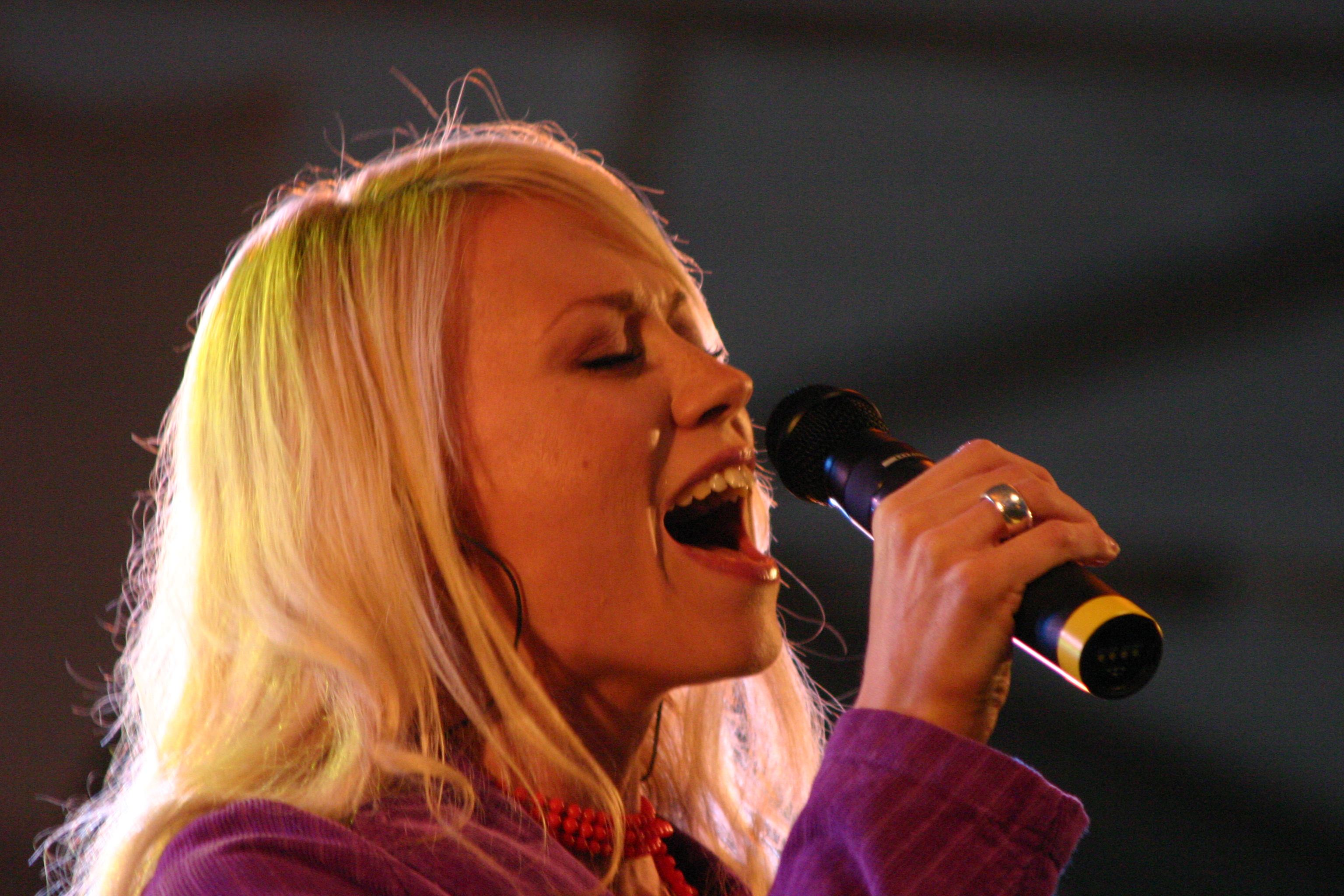
Anna Eriksson en 2004.

Anna Eriksson devient célèbre après avoir participé à l'émission Kiitorata sur MTV3 en 1995. Le premier album d'Anna Eriksson sort en 1997 et se vend à plus de 81 000 exemplaires, soit double platine. Eriksson reçoit le prix Emma de la révélation féminine de l'année.
Pour Noël 1998, Eriksson sort un album spécial Anna joulu. L'année suivante, le troisième album Odota mua paraît.
Eriksson participe à la sélection de la Finlande au Concours Eurovision de la chanson 2000 avec la chanson Oot vimani mun composée par Petri Laaksonen. Elle termine deuxième de la finale, perdant face au vainqueur de trois points. Cependant, la chanson devient plus tard la première chanson finlandaise à remporter le concours de la seconde chance de l'OGAE, des fans de l'Eurovision.
En 2001, la chanson d'Eriksson Kun katsoit minuun est choisie comme la meilleure chanson de 2001 lors d'un vote public organisé par la radio Iskelmä. Avec l'album Kun katsoit minuun, qui se vend à plus de 57 000 exemplaires, Eriksson reçoit le prix Emma de l'artiste féminine de l'année.
L'album Kaikista vejsista, sorti en novembre 2003, est album de platine.
À l'automne 2005, Eriksson organise une tournée de concerts dans 16 villes en l'honneur du dixième anniversaire de carrière après la sortie de l'album Sinusta sinuun, dont La plupart des chansons sont écrites par Anna Eriksson et Sipe Santapuk. L'album se vend à plus de 50 000 exemplaires.
Le huitième album et premier album studio en anglais d'Eriksson, Garden of Love, sort le 25 février 2010. Le style de l'album est complètement différent des précédents de l'artiste. L'artiste, qui interprétait auparavant de la musique de la pop formatée, passe à une expression plus personnelle et dramatique. Toutes les chansons de l'album Garden of Love sont composées et écrites par Eriksson lui-même.
En 2012, Eriksson sort l'album studio Mana qu'elle compose, écrit et produit elle-même. En 2013, Eriksson reçoit le prix Teosto pour cet album. Après cet album et l'album de Noël Gloria, elle met sa carrière d'interprète de côté.
En septembre 2018, elle présente le film expérimental M (fi) qu'elle a produit, réalisé, écrit, monté et dont elle a composé la bande originale, inspirée des derniers jours de Marilyn Monroe, au festival international du film d'Helsinki puis à la Semaine internationale de la critique de la Mostra de Venise 2018.
En octobre 2018, Eriksson sort la chanson Gaia lapsi, une collaboration avec Stam1na.
En mars 2021, Eriksson reçoit le soutien de la Fondation finlandaise du film pour son prochain film de science-fiction W. En août 2022, la première de ce film a lieu au Fuori concorso du Festival international du film de Locarno 2022.

## Vie privée
Enfant, Eriksson vit en Inde, en Arabie saoudite et en Tanzanie en raison du travail de son père, ingénieur.
Eriksson se marie le 9 août 2008 avec le photographe et directeur de la photographie Matti Pyykkö. Elle donne naissance à son fils en mai 2013. La famille vit à Uusikaupunki.

## Discographie
Albums studios
- 1997 : Anna Eriksson
- 1998 : Anna joulu
- 1999 : Odota mua
- 2001 : Kun katsoit minuun
- 2003 : Kaikista Kasvoista
- 2005 : Sinusta sinuun
- 2007 : Ihode
- 2010 : Garden of Love
- 2012 : Mana
- 2015 : Gloria

## Filmographie
- 2018 : M (fi)
- 2022 : W (fi)